# Avari
Les Avari sont, dans l'œuvre littéraire de J. R. R. Tolkien, les Elfes qui refusèrent de suivre Oromë pour aller en Valinor.

## Histoire
Les Avari restèrent de ce fait dans les environs de Cuiviénen, à l’est de la Terre du Milieu, émerveillés par la beauté des terres qui les avaient vus s'éveiller. Ils firent ainsi partie des Moriquendi, autrement dit des Elfes n’ayant jamais connu la lumière des Deux Arbres, aussi surnommés elfes de nuit. Ils furent très discrets par rapport aux événements de la Terre du Milieu, ce qui en fit un peuple très obscur.
Leur langue, l'avarin, n'est connue que par quelques mots donnés à titre d'exemple dans les écrits linguistiques de Tolkien. Plutôt qu'une langue unique, il s'agissait en fait d'un groupe de langues, aussi éloignées les unes des autres que l'étaient des langues eldarines.

## Création et évolution
Dans les premières versions du légendaire, ils sont nommés Lembi ; à partir du Lhammas B, ce nom désigne les Teleri restés en Beleriand.
Après leur refus, les Avari restèrent seuls jusqu'à ce qu'ils se mêlent aux Úmanyar (dont le nom signifie « ceux qui ne sont pas à Aman ») et forment ensemble les Moriquendi.

## Adaptations et héritages
Dans le sous mode du jeu vidéo Third age Total war, Divide And Conquer, les Avari vivent avec les hommes du Val de Dorwinion (pendant la guerre de l'Anneau).